# نیونیلی (آرکانزاس)
نیونیلی (به انگلیسی: New Neely) یک منطقهٔ مسکونی در ایالات متحده آمریکا است که در شهرستان یل، آرکانزاس واقع شده‌است. نیونیلی ۱۰۳٫۰۲ متر بالاتر از سطح دریا واقع شده‌است.